# Garden Cove (Terre-Neuve-et-Labrador)
Pour les articles homonymes, voir Garden Cove.
Garden Cove est une petite communauté canadienne située sur la péninsule de Burin de l'île de Terre-Neuve dans la province de Terre-Neuve-et-Labrador.

## Annexe